# Tortula incerta
Tortula incerta là một loài rêu trong họ Pottiaceae. Loài này được (Mitt.) Broth. mô tả khoa học đầu tiên năm 1902.